# Francesco Nerli il Giovane
Francesco Nerli detto il giovane (Roma, 12 giugno 1636 – Roma, 8 aprile 1708) è stato un cardinale e arcivescovo cattolico italiano.
Era figlio di Pietro Nerli e di Costanza Magalotti.

## Biografia
Nato a Roma, ebbe una rapida carriera ecclesiastica, facilitata dal suo parente già arcivescovo di Firenze e cardinale, Francesco Nerli seniore, del quale ricalcò le orme.
Fu eletto arcivescovo titolare di Adrianopoli di Emimonto il 16 giugno 1670 e il 27 giugno fu nominato nunzio apostolico in Polonia.
Fu consacrato vescovo il 6 luglio dello stesso anno a Roma.
Fu eletto arcivescovo di Firenze il 22 dicembre 1671 ma la sua attività nella diocesi fu molto scarsa per via degli impegni che gli affidava il pontefice. Pochi mesi dopo la sua nomina infatti veniva già inviato da Papa Clemente X come nunzio a Vienna e poi, nel 1673, a Parigi. Qui curò a sue spese la ristampa del Breviarium Romanum ad usum cleri Basilicae Vaticanae, in una delle edizioni più onorate.
Fu creato cardinale nel concistoro del 12 giugno 1673 e il 25 settembre dello stesso anno ricevette il titolo di San Matteo in Merulana.
Ricoprì il ruolo di Cardinal Segretario di Stato dall'agosto 1673 fino al 22 luglio 1676.
Restò comunque arcivescovo in carica a Firenze e tornò in diocesi nel 1674, celebrò il primo di tre sinodi (gli altri due nel 1678 e nel 1681). Fece restaurare il Palazzo Arcivescovile. Rinunciò definitivamente alla sede il 31 dicembre 1682.
Fu Camerlengo del Sacro Collegio per un anno, dal gennaio 1684. Il 1º ottobre 1685 fu eletto arcivescovo, titolo personale, di Assisi e tenne la diocesi fino al novembre del 1689, allorché si dimise. Nominato arciprete della Basilica Vaticana nel 1704, optò il 17 novembre di quell'anno per il titolo di San Lorenzo in Lucina.
Morì di un colpo apoplettico e fu sepolto nella chiesa di San Matteo in Roma.

## Conclavi
Francesco Nerli partecipò a quattro conclavi:
- 1676, che elesse Papa Innocenzo XI
- 1689, che elesse Papa Alessandro VIII
- 1691, che elesse Papa Innocenzo XII
- 1700, che elesse Papa Clemente XI

## Genealogia episcopale e successione apostolica
La genealogia episcopale è:
- Cardinale Tolomeo Gallio
- Vescovo Cesare Speciano
- Patriarca Andrés Pacheco
- Cardinale Agostino Spinola
- Cardinale Giulio Cesare Sacchetti
- Cardinale Ciriaco Rocci
- Cardinale Carlo Carafa della Spina, C.R.
- Cardinale Francesco Nerli il giovane

La successione apostolica è:
- Arcivescovo Pietro Alberini (1674)
- Arcivescovo Muzio Soriano (1674)
- Vescovo Vincenzo Ragni, O.S.B. (1674)
- Vescovo Filippo Neri degli Altoviti (1675)
- Vescovo Giovanni Vespoli-Casanatte, C.R. (1675)
- Vescovo Riccardo Annibaleschi della Molara (1675)
- Cardinale Francesco Martelli (1675)
- Vescovo Thomas de Castro Laino, C.R. (1675)
- Patriarca Gregorio Giuseppe Gaetani de Aragonia (1676)
- Vescovo Giovan Donato Giannoni Alitto (1680)
- Vescovo Girolamo Prignano (1680)
- Vescovo Giovan Giorgio Mainardi (1680)
- Vescovo Giuseppe Ottavio Attavanti (1683)
- Vescovo Michele Carlo Visdomini Cortigiani (1683)
- Arcivescovo Antonio Francesco Roberti (1685)
- Vescovo Giovanni Girolamo Naselli (1685)
- Vescovo Francesco Antonio Iannone (1685)
- Cardinale Lorenzo Casoni (1690)
- Cardinale Niccolò Acciaiuoli (1693)
- Arcivescovo Domenico Folgori (1695)

## Ascendenza
|                                  |   |                       | Genitori             |  |  | Nonni |  |  | Bisnonni        |  |  | Trisnonni      |  |
|                                  |   |                       |                      |  |  |       |  |  | Francesco Nerli |  |  | Federico Nerli |  |
|                                  |   |                       |                      |  |  |       |  |  | Francesco Nerli |  |  | Federico Nerli |  |
|                                  |   | Dianora Capponi       |                      |  |  |       |  |  | Francesco Nerli |  |  |                |  |
| Federico Nerli                   |   |                       |                      |  |  |       |  |  | Francesco Nerli |  |  |                |  |
|                                  |   | Isabella Guicciardini | Niccolò Guicciardini |  |  |       |  |  |                 |  |  |                |  |
|                                  |   | Isabella Guicciardini | Niccolò Guicciardini |  |  |       |  |  |                 |  |  |                |  |
|                                  |   | Isabella Guicciardini | Caterina Jacopi      |  |  |       |  |  |                 |  |  |                |  |
| Pietro Nerli, marchese di Rasina |   | Isabella Guicciardini |                      |  |  |       |  |  |                 |  |  |                |  |
|                                  |   | …                     | …                    |  |  |       |  |  |                 |  |  |                |  |
|                                  |   | …                     | …                    |  |  |       |  |  |                 |  |  |                |  |
|                                  |   | …                     | …                    |  |  |       |  |  |                 |  |  |                |  |
| Costanza de' Nobili              |   | …                     |                      |  |  |       |  |  |                 |  |  |                |  |
|                                  |   | …                     | …                    |  |  |       |  |  |                 |  |  |                |  |
|                                  |   | …                     | …                    |  |  |       |  |  |                 |  |  |                |  |
|                                  |   | …                     | …                    |  |  |       |  |  |                 |  |  |                |  |
| Francesco Nerli il Giovane       |   | …                     |                      |  |  |       |  |  |                 |  |  |                |  |
|                                  | … | …                     |                      |  |  |       |  |  |                 |  |  |                |  |
|                                  | … | …                     |                      |  |  |       |  |  |                 |  |  |                |  |
|                                  | … | …                     |                      |  |  |       |  |  |                 |  |  |                |  |
| Ottavio Magalotti                | … |                       |                      |  |  |       |  |  |                 |  |  |                |  |
|                                  |   | …                     | …                    |  |  |       |  |  |                 |  |  |                |  |
|                                  |   | …                     | …                    |  |  |       |  |  |                 |  |  |                |  |
|                                  |   | …                     | …                    |  |  |       |  |  |                 |  |  |                |  |
| Costanza Magalotti               |   | …                     |                      |  |  |       |  |  |                 |  |  |                |  |
|                                  |   | …                     | …                    |  |  |       |  |  |                 |  |  |                |  |
|                                  |   | …                     | …                    |  |  |       |  |  |                 |  |  |                |  |
|                                  |   | …                     | …                    |  |  |       |  |  |                 |  |  |                |  |
| …                                |   | …                     |                      |  |  |       |  |  |                 |  |  |                |  |
|                                  |   | …                     | …                    |  |  |       |  |  |                 |  |  |                |  |
|                                  |   | …                     | …                    |  |  |       |  |  |                 |  |  |                |  |
|                                  |   | …                     | …                    |  |  |       |  |  |                 |  |  |                |  |
|                                  |   | …                     |                      |  |  |       |  |  |                 |  |  |                |  |